# Jatiwangi (Pagerbarang)
Jatiwangi is een bestuurslaag in het regentschap Tegal van de provincie Midden-Java, Indonesië. Jatiwangi telt 4030 inwoners (volkstelling 2010).